# 国鉄カ1500形貨車
国鉄カ1500形貨車（こくてつカ1500がたかしゃ）は、かつて日本国有鉄道（国鉄）に在籍した有蓋貨車（家畜車）である。

## 概要
本形式は、鉄道省が1933年（昭和8年）11月21日から1942年（昭和17年）6月19日にかけて日本車輌製造および川崎車輛にて225両（カ1500 - カ1724）を製作した、10トン積み二軸家畜車である。形態的には初期車50両（カ1500 - カ1549）、1935年（昭和10年）から製造された後期車175両（カ1550 - カ1724）に分けることができ、牛の目隠し部分の側板の張り方（後期形の方が側板の面積が少ない）と側柱の本数、筋交いの有無が異なる
従来からの家畜車の構造を抜本的に改良した形式で、車体幅を広げて牛を横向きに積載できるようにし、肉牛10頭、役牛14 - 15頭の積載を可能とした。車体は、鋼材の柱を外側に立てて木製の側板を透かし張りとして通風を良くしており、後期車では側面には鋼材の筋交いが斜めに渡されている（初期車では、側柱の本数が片側2本多く、筋交いがない）。積荷の牛が外を見て疲労しないよう、側板の張り方を工夫し、目の高さに板を渡して外が見えにくくしている。そのため、側板は上部の一部では間隔が広く設置されており、その部分は鋼線による手摺が設けられている。車体の中央部には幅1,500mmの木製荷役扉が設けられており、全面にわたって等間隔に木板が張られている。わら屑等により開閉が困難になるのを防ぐため、引戸は上部のみにレールを設けた吊戸である。床板も木製であるが、汚物の清掃の際に使用する水で台枠が傷まないよう、側板より張り出して設けられている。また、側板の下部に清掃を容易にするため隙間が設けられていたが、側ブレーキ設置部分については、入換作業員に汚物がかかるため、後の改造で塞がれた。本形式の基本構造は、次級カ2000形以降にも引き継がれている。
本形式の軸ばね支持装置は（一段）リンク式で、最高運転速度は65km/hであったが、昭和34年度貨車整備工事改造 （1959年（昭和34年）8月8日通達）により、残存の全車（215両）が長野工場にて二段リンク式に改造され、最高運転速度75km/hとなった。また、動揺防止のため、軸ばねにはたわみ率の大きいものを採用し、軸距も同時期の2軸貨車より長くしている。車軸は、12t長軸である。
荷台の寸法は、長さ6,000mm、幅2,300mm、高さ1,950mmで、床面積は13.8m2、容積は26.9m3である。全長は6,850mm、全幅は2,672mm、全高は3,315mm、軸距は3,500mm、自重は7.8tである。
本形式は、家畜車の標準形式として全国で使用されたが、昭和40年代に至って家畜輸送は生体輸送からトラックによる枝肉輸送へと変化したため需要が減って廃車が進み、1972年（昭和47年）度に形式消滅となった。